# دینا (کارولینای شمالی)
دینا (به انگلیسی: Dana) یک محدوده ثبت‌نشده در شهرستان هندرسون ایالت کارولینای شمالی کشور ایالات متحده آمریکا است که جمعیت آن در سرشماری سال ۲۰۱۰ میلادی، ۳٬۳۲۹ نفر بوده‌است.